# Мойънкум
Мойънкум или Муюнкум (на казахски: Мойынқұм или Moyınqum; на руски: Мойынкум, Муюнкум) е обширна пустинна област в Южен Казахстан, обхващаща части от Жамбълска и Туркестанска област. Дължина от северозапад на югоизток около 500 km ширина около 180 km. Площ около 37 500 km².
Пустинята Мойънкум е разположена между тяншанските хребети Каратау на югозапад и Киргизки на юг и долното и средно течение на река Чу на север и североизток. Образувана е за сметка на навяването на морски пясъци и речни наслаги на река Чу с кредна възраст. Преобладават полузакрепените, разнообразни по релеф и дълбоко разчленени пясъчни хълмове, но има и частично оголени барханни пясъци. Надморската височина варира от 300 m на северозапад до 700 m на югоизток. Годишната сума на валежите е 150 – 200 mm с максимум през пролетта. Средна януарска температура от -6 °C на югоизток до -9,6 °C на северозапад, средна юлска – около 26 °C. По пясъчните хълмове вирее предимно бял саксаул, астрагал, пелин и пясъчна острица, а в понижените участъци – джузгун и житняк. Използва се зимни пасища на дребен рогат добитък и частично за земеделие в районите с наличие на плитко залягащи подпочвени води, използвани за напояване.